# 인도네시아 학살
인도네시아 학살(인도네시아어: Pembantaian di Indonesia, 영어: Indonesian Massacres)은 1965년에서 1966년 사이에 공산주의자, 화교 및 좌익으로 간주된 자들에 대해 벌어진 대규모의 살해 행위로, 배후에는 미국의 사주와 조종과 묵인이 있었으며, 인도네시아 정부 및 군부가 조장 및 선동한 혐의를 받고 있다. 9월 30일 운동의 쿠데타 미수로 인한 반공주의 광풍이 학살의 원인이었으며, 가장 널리 받아들여지는 수치로 500,000 명 이상이 이 과정에서 살해당했다. 인도네시아 학살은 소위 "신질서"로의 이행 및 인도네시아 공산당(PKI)의 몰락의 중심적 사건이었다. 이러한 대격변의 결과 대통령 수카르노가 실각하고 수하르토의 30년 독재가 시작되었다.
인도네시아 육군은 9월 30일 운동의 쿠데타 미수로 인한 반공 분위기에 부채질하며 그 책임을 PKI에게 돌렸다. 공산주의자들은 정계, 공직, 군대에서 추방당했고 PKI 자체도 활동이 금지되었다. 학살은 쿠데타 미수가 일어난지 몇 주 만인 1965년 10월에 시작되어 그해 말과 이듬해인 1966년 초에 절정을 찍었다. 학살은 수도 자카르타에서 시작되어 자와섬 전체로 퍼져나갔고, 그 뒤 바다를 건너 발리섬에서도 학살이 시작되었다. 수천 명의 자경단과 군인들이 실제 PKI 당원은 물론 당원으로 의심된 자들까지 구분없이 모두 죽였다. 학살은 인도네시아 전역에서 일어났지만, 가장 끔찍했던 곳은 PKI의 아성이었던 자바 중부 및 동부, 발리, 수마트라 북부였다. 한 번에 또는 여러 번에 걸쳐 투옥당한 사람만 해도 1백만 명이 넘는다.
민족주의, 종교, 공산주의를 혼합한 수카르노의 "나사콤" 정책은 무너지기 시작했다. 수카르노 체제를 떠받치는 세 기둥 중 하나인 PKI는 다른 두 기둥인 군부와 이슬람주의자들에 의해 말살당했다. 군부는 무소불위의 권력을 향해 질주했고, 1967년 3월 인도네시아 의회는 수카르노를 실각시켰다. 그리고 수하르토가 소위 임시 대통령의 자리에 올랐다. 1968년 3월, 수하르토는 정식으로 대통령으로 선출되었다.
인도네시아 학살은 대부분의 인도네시아 역사 교과서 등에서 생략되고 있으며, 30년을 지속한 수하르토 정권 하에서의 억압으로 인해 인도네시아인들은 학살에 대한 성찰이 거의 이루어져있지 않다. 학살의 폭력과 광란이 어느 정도였는지에 대한 만족할 만한 설명을 내놓으면 모든 이념적 견지에서 견제가 들어왔다.
CIA 1962년 비망록에서 드러나듯 미국과 영국의 정부는 수카르노를 제거할 필요성을 느끼고 있었으며, 미군이 인도네시아의 반공주의 장교들과 광범위한 접촉을 유지하면서 무기 및 재정 지원을 한 바 있음에도 불구하고, CIA는 자신들이 학살에 능동적으로 관여했다는 의혹을 부정하고 있다. 그러나 나중에 미국이 인도네시아 죽음의 부대들에게 대량의 공산주의자 명단을 넘겨줬음이 밝혀졌다. CIA의 극비 보고서는 인도네시아 학살을 “1930년대 소련의 대숙청, 제2차 세계 대전 때 나치의 대량살인, 1950년대 초 마오주의자들의 피바다와 함께 20세기 최악의 대량살인”이라고 명시하고 있다.
조슈아 오펜하이머의 다큐멘터리 《액트 오브 킬링》과 《침묵의 시선》이 이 사건을 유별히 다루고 있다.

## 같이 보기
- 1740년 바타비아 대학살
- 1998년 5월 인도네시아 폭동